# 30 Flotylla U-Bootów
30 Flotylla U-Bootów (niem. 30. Unterseebootsflottille) – flotylla okrętów podwodnych Kriegsmarine z okresu II wojny światowej. Okręty podwodne przetransportowano drogą lądową ponad 3,2 tysiąca kilometrów by atakowały radzieckie statki i okręty na Morzu Czarnym. Pod koniec wojny trzy z nich zostały zatopione w pobliżu wybrzeży Turcji.

## Jednostki
| Okręt | Skreślenie ze stanu floty | Przyczyna                                               | Lokalizacja wraku |
| U-9   | 20.08.1944                | Zatopiony podczas nalotu radzieckiego na port Konstanca | podniesiony 22 października 1944, złomowany po 12 grudnia 1945                                                          |
| U-18  | 25.08.1944                | Zatopiony przez własną załogę w Konstancy               | Konstanca (Rumunia) |
| U-19  | 11.09.1944                | Samozatopienie u wybrzeży Turcji (Morze Czarne)         | na głębokości 1000 stóp (ponad 300 metrów) trzy mile morskie od innego tureckiego miasta Zonguldak                      |
| U-20  | 10.09.1944                | Samozatopienie u wybrzeży Turcji (Morze Czarne)         | spoczywa w odległości około dwóch mil morskich od brzegu Turcji (3,7 kilometra) na głębokości 80 stóp (ponad 24 metrów) |
| U-23  | 10.09.1944                | Samozatopienie u wybrzeży Turcji (Morze Czarne)         | leży na dwukrotnie większej głębokości, około trzech mil morskich (5,5 kilometra) od miasta Ağva w Turcji               |
| U-24  | 25.08.1944                | Samozatopienie w Konstancy                              | Konstanca (Rumunia) |

## Dowódcy
| Nazwisko         | Stopień         | od      | do      |
| Helmut Rosenbaum | Kapitänleutnant | 10.1942 | 05.1944 |
| Clemens Schöler  | Kapitänleutnant | 05.1944 | 07.1944 |
| Klaus Petersen   | Kapitänleutnant | 07.1944 | 10.1944 |

## Historia
Przetransportowano je drogą lądową przez całą okupowaną przez nazistów Europę, z niemieckiego portu Kilonia nad Bałtykiem do rumuńskiej Konstancy nad Morzem Czarnym. Wcześniej wszystkie U-Booty polowały na brytyjskie statki i okręty na Morzu Północnym. W 1941, kiedy Niemcy zaatakowały Związek Radziecki, podjęto decyzje o przerzuceniu na Morze Czarne kilku okrętów podwodnych, które miały atakować flotę sowiecką. Ponieważ droga przez Bosfor była zamknięta (przejście przez cieśninę Bosfor, kontrolowała neutralna Turcja), zdecydowano się na transport lądowy. U-Booty zostały częściowo zdemontowane w Kilonii, a następnie przetransportowano je kanałem na Łabę, którą dopłynęły do Drezna. Tam dokonano kolejnego demontażu i na specjalnych przyczepach przewieziono okręty do Ingolstadt nad Dunajem. Z prądem Dunaju dopłynęły do Konstancy w Rumunii, gdzie zmontowano je na nowo.
W ciągu dwóch lat flotylla zatopiła tuzin statków, sama zaś straciła trzy okręty. Jednak w sierpniu 1944 Rumunia zmieniła front i wypowiedziała wojnę Niemcom. Trzy pozostałe U-Booty (U-19, U-20, U-23) pozostały na Morzu Czarnym zdane na własne siły. Marynarze nie mieli bazy, do której mogliby zawinąć. Niemożliwy był także powrót do Niemiec drogą morską, bo przejście przez cieśninę Bosfor, kontrolowaną przez neutralną Turcję, pozostawało dla nich zamknięte. Załogi U-Bootów otrzymały rozkaz odpłynięcia od brzegów rumuńskich i tureckich i „zniknięcia z oczu”, aby pozycja okrętów pozostała w tajemnicy. Ostatecznie kapitanom przekazano rozkaz zatopienia okrętów, załogi zaś miały na własną rękę powrócić do Niemiec. Nie udało im się – wszyscy marynarze zostali schwytani i internowani na terenie Turcji.